# Запис Јовановића храст (Медвеђа)
Запис Јовановића храст (Медвеђа) се налази на парцели чији је власник Јовановић Миломир.

## Локација
| Општина             | Деспотовац                                                                  |
| Катастарска општина | Медвеђа                                                                     |
| Потес               | Главица                                                                     |
| Координате          | 44° 09′ 20″ С; 21° 22′ 01″ И / 44.155500000000004° С; 21.367000000000001° И |
| Надморска висина    | 163m                                                                        |

## Карактеристике
Дендрометријске вредности утврђене на терену и сателитским снимцима:
| Стабло                     | Храст |
| Висина стабла              | m     |
| Обим дебла                 | m     |
| Пречник крошње             | 22m   |
| Пречник дебла              | m     |
| Висина дебла до прве гране | m     |

## База записа
Запис је у оквиру Викимедија пројекта "Запис - Свето дрво" заведен под редним бројем 0646.